# Juan Carlos Salgado
Juan Carlos Salgado (* 20. Dezember 1984 in Mexiko-Stadt, Mexiko) ist ein mexikanischer Boxer im Superfedergewicht und Rechtsausleger.

## Profi
Als er am 10. Oktober im Jahre 2009 gegen Jorge Linares Weltmeister des Verbandes WBA wurde, war er ungeschlagen (20-0-1), Linares war ebenfalls ungeschlagen (27-0-0). Allerdings verlor er den Gürtel bereits in seiner ersten Titelverteidigung im darauffolgenden Jahr.
Im September 2011 errang er zudem mit einem einstimmigen Punktsieg über Algenis Mendez den IBF-Weltmeistertitel. Diesen Gürtel verteidigte er zweimal und verlor ihn am 9. März 2013 im Rückkampf gegen Mendez.